# 唐模檀干园
唐模檀干园位于中国安徽省黄山市徽州区潜口镇唐模村，俗称“小西湖”。清初许姓富商为供老母游乐，模拟杭州西湖景致，斥巨资凿湖垒坝，修筑亭园，使得“全村同在画中居”。附近有沙堤亭（八角亭）、同胞翰林坊、高阳桥，园内有镜亭、鹤皋精舍、花香洞里天诸景。
镜亭位于湖心，四面临水，有桥和堤相通。亭内的墙壁上镶嵌精美的大理石碑刻，系苏轼、黄庭坚、米芾、蔡襄、朱熹、赵孟頫、文征明、祝允明、董其昌、八大山人、倪元璐、罗洪先、郑簠、查士标、罗牧、程京萼、陈奕僖、陆一岳等宋元明清十八位名家的书法真迹，包括草书、行书、篆书和分书。
檀干园主要的建筑群“鹤皋精舍”位于东南角，包括清听轩、肇淳堂、忠烈庙等建筑。西殿的忠烈庙，供奉在唐代安史之乱时死守睢阳城的两位忠烈之士张巡、许远的神位。庙门檐柱楹联写道：
童可烹，妾可杀，城不可亡，矢志保江淮半壁；
生同岁，死同年，神亦同祀，精忠比日月双辉。
2019年10月，唐模檀干园公布为全国重点文物保护单位。